# Bruno Rodrigues
Bruno Rafael Rodrigues do Nascimento (Ceará-Mirim, 7 de março de 1997) é um futebolista brasileiro que atua como ponta-esquerda. Joga no Palmeiras.

## Carreira

### Antecedentes
Nascido em Ceará-Mirim, no Rio Grande do Norte, Bruno Rodrigues iniciou sua carreira no futebol atuando pelas categorias de base do Santa Cruz de Natal aos 13 anos, onde chegou até a dividir um quarto na sobreloja de uma churrascaria do seu empresário com outros sete garotos.
Bruno Rodrigues chegou às categorias de base do Athletico Paranaense em abril de 2014, ele chegou a ser um dos destaques da Copa do Brasil Sub-20 de 2015 pelo clube, onde chegou a ser relacionado para duas partidas do Campeonato Brasileiro nos anos de 2015 e 2016.

### Athletico Paranaense
Bruno Rodrigues fez sua estreia como jogador de futebol profissional pelo Athletico Paranaense em 29 de janeiro de 2017, entrando como titular em um empate fora de casa por 1 a 1 com o Rio Branco-PR, pelo Campeonato Paranaense de 2017, sob o comando do técnico Paulo Autuori.

### Joinville
Em 2 de março de 2017, Bruno Rodrigues foi emprestado ao Joinville, por um contrato curto de três meses. Sua estreia aconteceu em 11 de março, entrando como substituto em uma vitória em casa por 2 a 0 sobre o Almirante Barroso, pelo Campeonato Catarinense de 2017.[carece de fontes?] Fez seu primeiro gol em uma vitória em casa por 2 a 1 sobre o Sport, terminando 4 a 3 na disputa de pênaltis pro time pernambucano, pela Copa do Brasil de 2017.
Em 6 de abril, Bruno Rodrigues estendeu seu contrato até o fim da Série C de 2017. Após ter contribuído com dois gols em 21 partidas, rescindiu seu contrato com o Joinville e retornou ao Athletico Paranaense em setembro de 2017.

### Doxa Katokopia
Em 4 de janeiro de 2018, Bruno Rodrigues foi emprestado ao clube cipriota Doxa Katokopia por seis meses. O jogador viveu momentos complicados no Chipre enquanto esteve no clube, como o idioma local e na adaptação, acabou retornando ao Athletico Paranaense em meados do mesmo ano após 13 partidas e nenhum gol marcado pelo clube.

### Retorno ao Athletico Paranaense
Após vários empréstimos e uma passagem pelo sub-23 do time, Bruno Rodrigues retornou ao time profissional do Athletico Paranaense em 2019. Onde fez sua reestreia em 19 de janeiro, entrando como substituto em uma derrota em casa por 1 a 0 para o Cascavel CR, pelo Campeonato Paranaense de 2019. Fez seu primeiro gol pelo clube em 10 de março, em uma vitória por goleada em casa por 8 a 2 sobre o Toledo.

### Paraná
No dia 24 de abril de 2019, o Paraná oficializou a contratação de Bruno Rodrigues, por um contrato de empréstimo até o final do ano. Sua estreia aconteceu no dia 11 de maio, entrando como substituto em um empate fora de casa por 1 a 1 com o Cuiabá, pela Série B de 2019. Seu primeiro gol marcado pelo clube aconteceu em 5 de outubro, marcando o segundo gol de uma vitória por 2 a 0 no clássico Paratiba sobre o Coritiba.

### Ponte Preta
Bruno Rodrigues tinha contrato com o Athletico Paranaense até abril de 2020, mas antecipou sua saída pro final do ano de 2019.
Ele assinou com o Tombense em dezembro de 2019 e foi imediatamente emprestado à Ponte Preta para a temporada de 2020. Sua estreia pela Ponte Preta aconteceu em 23 de janeiro, entrando de titular em uma derrota em casa por 3 a 2 para o Santo André, pelo Campeonato Paulista de 2020. Seu primeiro gol pelo clube aconteceu no dia 3 de fevereiro, em uma derrota fora de casa por 2 a 1 para a Inter de Limeira.
Bruno Rodrigues foi o artilheiro da Ponte Preta na temporada 2020, marcando 11 gols em 47 jogos.

### São Paulo
Em 15 de fevereiro de 2021, após ser um dos destaques da Ponte Preta na temporada passada, Bruno Rodrigues acertou sua ida ao São Paulo, por um contrato de empréstimo até o final do ano. Fez sua estreia pelo clube em 28 de fevereiro, entrando como substituto em um empate em casa por 1 a 1 com o Botafogo-SP, pelo Campeonato Paulista de 2021.
Bruno Rodrigues não rendeu como o esperado no São Paulo, deixando o clube com apenas sete jogos e nenhum gol. A situação, à época, se deu em função de uma opção de Hernán Crespo, então treinador da equipe.

### Famalicão
Em 8 de julho de 2021, com falta de oportunidades no time do São Paulo, rescindiu seu contrato com o clube e foi contratado pelo Famalicão, assinando um contrato de empréstimo até o final da temporada.

### Cruzeiro
No dia 7 de julho de 2022, Bruno Rodrigues foi anunciado pelo Cruzeiro, por um contrato de empréstimo junto ao Tombense até o fim de 2023. Fez sua estreia no dia 23 de julho, entrando como titular em uma vitória em casa por 1 a 0 sobre o Bahia, na abertura do returno da Série B de 2022.
Fez seu primeiro gol pelo clube no dia 6 de agosto, em uma vitória em casa por 2 a 0 justamente sobre o Tombense. Ainda na edição 2022 da Série B fez o emocionante gol de empate contra o Criciúma, no Mineirão, apos a assistência de Linconl, o gol deixou o Cruzeiro muito próximo do acesso, que se consolidou mais tarde contra o Vasco.
Bruno Rodrigues se tornou um dos destaques do Cruzeiro rapidamente, ajudando o time a conquistar a Série B de 2022 e sendo um dos líderes em participações em gols.
Pela temporada 2023, ano do retorno ao Brasileirão Série A do Cruzeiro, Bruno Rodrigues (carinhosamente apelidado de BR9) foi igualmente um dos protagonistas do ano, com 13 gols, sete assistências e 20 participações diretas em gols. Sua temporada brilhante despertou interesse o interesse de Grêmio, Fluminense e Bahia. Contudo, assinou vínculo com o Palmeiras.

### Palmeiras
No dia 19 de dezembro de 2023, o Palmeiras anunciou a contratação de Bruno Rodrigues, com um contrato até dezembro de 2028 e com 80% dos direitos comprados pelo clube. Foi apresentado no dia 12 de janeiro de 2024 e recebeu a camisa 11. Bruno Rodrigues estreou pelo Palmeiras em 21 de janeiro de 2024,  no empate por 1–1 com o Novorizontino, pela primeira rodada do Campeonato Paulista, em Novo Horizonte. Na partida seguinte, contra a Inter de Limeira, lesionou-se e teve que passar por cirurgia, ficando por volta de quatro a cinco meses em recuperação. Em maio, quando estava prestes a retornar a jogar pelo time principal, novamente lesionou-se, desta vez em um jogo-treino; desta vez, a lesão foi no joelho esquerdo.

## Estatísticas
Atualizado até 24 de janeiro de 2024.

### Clubes
| Equipe               | Temporada         | Campeonato nacional | Campeonato nacional | Campeonato nacional | Copa nacional[a] | Copa nacional[a] | Copa nacional[a] | Competições continentais[b] | Competições continentais[b] | Competições continentais[b] | Outros torneios[c] | Outros torneios[c] | Outros torneios[c] | Total | Total | Total   |
| Equipe               | Temporada         | Jogos               | Gols                | Assist.             | Jogos            | Gols             | Assist.          | Jogos                       | Gols                        | Assist.                     | Jogos              | Gols               | Assist.            | Jogos | Gols  | Assist. |
| -------------------- | ----------------- | ------------------- | ------------------- | ------------------- | ---------------- | ---------------- | ---------------- | --------------------------- | --------------------------- | --------------------------- | ------------------ | ------------------ | ------------------ | ----- | ----- | ------- |
| Athletico Paranaense | 2015              | 0                   | 0                   | 0                   | —                | —                | —                | —                           | —                           | —                           | —                  | —                  | —                  | 0     | 0     | 0       |
| Athletico Paranaense | 2016              | 0                   | 0                   | 0                   | —                | —                | —                | —                           | —                           | —                           | —                  | —                  | —                  | 0     | 0     | 0       |
| Athletico Paranaense | 2017              | —                   | —                   | —                   | —                | —                | —                | —                           | —                           | —                           | 3                  | 0                  | 0                  | 3     | 0     | 0       |
| Athletico Paranaense | 2019              | —                   | —                   | —                   | —                | —                | —                | —                           | —                           | —                           | 8                  | 1                  | 0                  | 8     | 1     | 0       |
| Athletico Paranaense | Total             | 0                   | 0                   | 0                   | 0                | 0                | 0                | 0                           | 0                           | 0                           | 11                 | 1                  | 0                  | 11    | 1     | 0       |
| Joinville            | 2017              | 12                  | 1                   | 0                   | 2                | 1                | 0                | —                           | —                           | —                           | 7                  | 0                  | 0                  | 21    | 2     | 0       |
| Joinville            | Total             | 12                  | 1                   | 0                   | 2                | 1                | 0                | 0                           | 0                           | 0                           | 7                  | 0                  | 0                  | 21    | 2     | 0       |
| Doxa                 | 2017–18           | 9                   | 0                   | 0                   | 4                | 0                | 0                | —                           | —                           | —                           | —                  | —                  | —                  | 13    | 0     | 0       |
| Doxa                 | Total             | 9                   | 0                   | 0                   | 4                | 0                | 0                | 0                           | 0                           | 0                           | 0                  | 0                  | 0                  | 13    | 0     | 0       |
| Paraná               | 2019              | 30                  | 3                   | 0                   | —                | —                | —                | —                           | —                           | —                           | —                  | —                  | —                  | 30    | 3     | 0       |
| Paraná               | Total             | 30                  | 3                   | 0                   | 0                | 0                | 0                | 0                           | 0                           | 0                           | 0                  | 0                  | 0                  | 30    | 3     | 0       |
| Ponte Preta          | 2020              | 29                  | 7                   | 7                   | 4                | 0                | 2                | —                           | —                           | —                           | 14                 | 4                  | 2                  | 47    | 11    | 11      |
| Ponte Preta          | Total             | 29                  | 7                   | 7                   | 4                | 0                | 2                | 0                           | 0                           | 0                           | 14                 | 4                  | 2                  | 47    | 11    | 11      |
| São Paulo            | 2021              | 1                   | 0                   | 0                   | —                | —                | —                | 1                           | 0                           | 0                           | 5                  | 0                  | 0                  | 7     | 0     | 0       |
| São Paulo            | Total             | 1                   | 0                   | 0                   | 0                | 0                | 0                | 1                           | 0                           | 0                           | 5                  | 0                  | 0                  | 7     | 0     | 0       |
| Famalicão            | 2021–22           | 33                  | 5                   | 4                   | 3                | 1                | 0                | —                           | —                           | —                           | 4                  | 2                  | 0                  | 40    | 8     | 4       |
| Famalicão            | Total             | 33                  | 5                   | 4                   | 3                | 1                | 0                | 0                           | 0                           | 0                           | 4                  | 2                  | 0                  | 40    | 8     | 4       |
| Cruzeiro             | 2022              | 18                  | 4                   | 3                   | —                | —                | —                | —                           | —                           | —                           | —                  | —                  | —                  | 18    | 4     | 3       |
| Cruzeiro             | 2023              | 35                  | 8                   | 4                   | 4                | 1                | 1                | —                           | —                           | —                           | 10                 | 4                  | 2                  | 49    | 13    | 7       |
| Cruzeiro             | Total             | 53                  | 12                  | 7                   | 4                | 1                | 1                | 0                           | 0                           | 0                           | 10                 | 4                  | 2                  | 67    | 17    | 10      |
| Palmeiras            | 2024              | 0                   | 0                   | 0                   | 0                | 0                | 0                | 0                           | 0                           | 0                           | 2                  | 0                  | 0                  | 2     | 0     | 0       |
| Palmeiras            | Total             | 0                   | 0                   | 0                   | 0                | 0                | 0                | 0                           | 0                           | 0                           | 2                  | 0                  | 0                  | 2     | 0     | 0       |
| Total na carreira    | Total na carreira | 167                 | 28                  | 18                  | 17               | 3                | 3                | 1                           | 0                           | 0                           | 53                 | 11                 | 4                  | 238   | 42    | 25      |

- a. ^ Jogos da Copa do Brasil, Copa do Chipre e Taça de Portugal
- b. ^ Jogos da Copa Libertadores da América
- c. ^ Jogos do Campeonato Catarinense, Campeonato Paranaense, Campeonato Paulista, Taça da Liga e Campeonato Mineiro

## Títulos
Athletico Paranaense
- Campeonato Paranaense: 2019

São Paulo
- Campeonato Paulista: 2021

Cruzeiro
- Campeonato Brasileiro - Série B: 2022

Palmeiras
- Campeonato Paulista: 2024